# Qasmuna Bint Ismail
Qasmūna bint Ismāʿīl al-Yahūdī fue una poetisa judía andalusí en árabe del siglo XI-XII. Junto con la esposa de Dunash que escribió en hebreo y, en caso de haber sido judía, Sara de Yemen, es una de las pocas poetisas medievales dentro de la tradición judía.

## Biografía
Poetisa de origen judío nacida en Granada. Algunos autores suponen que fue hija de Samuel Ben Nagrella, ministro del rey Zirí de Granada. Se desconocen las fechas de su nacimiento y muerte, así como el lugar de los mismos, pero si fue hija del gran visir y poeta judío, tuvo que vivir hacia la segunda mitad del siglo XI, en Granada.
Quamuna escribió sus poemas en árabe. Encontramos unas breves referencias sobre ella y su poesía en el al-Suyuti, al-Marrakusi y al-Maqqari, que la sitúa en el apartado de los poetas judíos de al-Ándalus, y recoge algunos poemas, uno como réplica a otro de su padre, y de otros de tipo amoroso, donde expresa su añoranza por la falta de un amigo o esposo.